# Epilobocera wetherbeei
Epilobocera wetherbeei is een krabbensoort uit de familie van de Pseudothelphusidae. De wetenschappelijke naam van de soort is voor het eerst geldig gepubliceerd in 1995 door Rodríguez & Williams.